# Il grande specchio dell'amore tra uomini
Il grande specchio dell'omosessualità maschile (男色大鑑? lett. "Nanshoku ōkagami") è un'opera letteraria dello scrittore giapponese Ihara Saikaku, pubblicato in italiano, per la prima volta, nella collana Frassinelli da Sperling & Kupfer.

## Contesto storico
La letteratura omoerotica è un filone letterario presente in Giappone in maniera massiccia fin dall'epoca Muromachi (1392-1568). Inizialmente si trattava di chigo monogatari, racconti scritti da religiosi e a essi diretti, che costituivano una sorta di esaltazione della passione dei monaci per i giovani accoliti. In epoca Tokugawa, sotto lo stesso nome, venivano raggruppati i racconti trattanti l'amore tra samurai, in cui veniva riproposto lo schema uomo più anziano/giovane apprendista. Questo genere di racconti si proponeva di celebrare la superiorità dell'amore maschile rispetto a quello femminile, un'esaltazione indiretta della classe samuraica.
I temi e i gusti di quei racconti, tuttavia, erano ormai sorpassati e ritenuti rozzi dalla società Tokugawa. L'opera di Saikaku, Nanshoku ōkagami, fin dal titolo si propone di sopperire alla mancanza di un modello valido per l'epoca corrente.
L'omosessualità, anzi piuttosto la bisessualità, non erano affatto condannate dalla società Tokugawa: come nella cultura classica occidentale essere sessualmente attivi, verso entrambi i sessi, era sempre considerato un pregio; in particolare, come accennato, l'amore tra samurai costituiva un ulteriore consolidamento della classe al potere. Precedenti opere dello stesso autore hanno per protagonisti uomini che, pur prediligendo ragazzi, non disdegnano neppure le belle donne; totalmente assente, invece, l'omosessualità femminile: in una società maschilista come quella giapponese un simile tema era considerato socialmente destabilizzante.

## Incipit
Il Nanshoku ōkagami, differente dalle altre opere per essere indirizzato a un pubblico specificatamente maschile, esordisce con un'esaltazione della Via dei ragazzi: “In mancanza di baldi giovani le donne possono certo soddisfare le voglie di un vecchio funzionario, ma per un uomo nel pieno del vigore fisico non sono buone neanche per fare quattro chiacchiere. Dunque su, non perdiamo altro tempo e varchiamo il cancello dell'irrinunciabile Amore per i ragazzi!”.
Il termine “ragazzo”, o meglio wakashu, è fondamentale in questo genere di letteratura: che siano giovani monaci, prostituti, apprendisti samurai oppure attori di teatro kabuki, uno degli amanti è sempre un ragazzo tra i dodici e i sedici anni. E, tranne rare eccezioni, il suo compagno sarà più grande e rivestirà un ruolo di guida.

## Contenuti dell'opera
Nei primi venti racconti, incentrati sui samurai, Saikaku alterna episodi di fantasia a vicende reali, al fine di costituire un quadro ideale di quello che doveva essere il galateo della Via dei Ragazzi per la classe guerriera. Concetti confuciani quali lealtà e devozione erano mutuati anche per l'amore e il tipo di relazioni era quasi esclusivamente pederastico: il giovane era chiamato otobun (“fratello minore”) e l'amante adulto anibun (“fratello maggiore”). Oltre al classico scambio di promesse d'amore (accompagnate da automutilazioni più o meno gravi) il giuramento tra i due amanti implicitava anche l'obbligo per l'adulto di provvedere al ragazzo dal punto di vista educativo e soprattutto economico; le convenzioni imponevano una stretta monogamia al ragazzo, in un vincolo (giri) che non era soltanto amoroso ma anche di fedeltà feudale nei rispetti del proprio signore/amante. In caso di infrazione del giuramento non c'era possibilità di perdono: in caso di tradimento la punizione era la morte. Casi di amanti anziani vengono invece derisi, perché perdevano la loro funzione sociale (nonché estetica).
La seconda parte del Nanshoku Okagami è invece espressione diretta dei gusti della borghesia, i chōnin: ne sono protagonisti i prostituti e i giovani attori di teatro kabuki. L'approccio è meno serioso e più libertino, non c'è vergogna nel pagare un amante nei quartieri di piacere, né nell'impazzire di passione per un giovane onnagata (attore di kabuki che interpretava ruoli femminili). Queste vicende tuttavia non mancano di dignità e drammaticità, inoltre costituiscono un prezioso documento per poter comprendere la società del tempo: i patimenti, le sofferenze e i soprusi subiti dai giovani prostituti (tobiko, “ragazzi volanti”) o dagli attori di kabuki emergono chiari pur dalle parole scanzonate di Saikaku. La disperazione per la propria condizione di fuori-casta, accompagnata alla speranza che un cliente si innamorasse di loro e li riscattasse, rimane il momento di più intenso lirismo di questi racconti.

## Edizioni
Il volume è stato stampato in diverse edizioni (di differenti case editrici) in Italia:
- Sperling & Kupfer, curato da Andrea Maurizi, collana Frassinelli narrativa straniera (1997).[3]
- Mondadori, curato da Andrea Maurizi, collana Oscar classici (2024).[4]